# Narses I Camsaracano
Narses I Camsaracano (em armênio/arménio: Ներսեհ Կամսարացան; romaniz.: Nersēh Kamsarakan) foi nobre armênio do século IV.  

## Vida

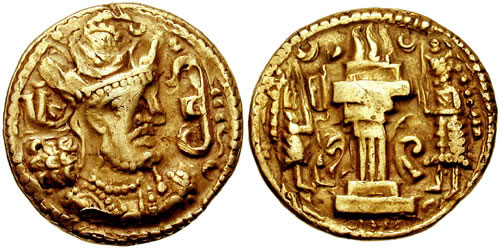
Dinar de r.

Era filho de Camsar. Em algum momento durante seu reinado, o rei Ársaces II (r. 350–368) reuniu um exército da Ibéria e dirigiu-se contra os nobres armênios que antes haviam atacado sua cidade de Arsacavana. Os nobres se uniram sob a liderança de Narses e opuseram-se a Ársaces. Uma intensa batalha ocorre, e muitos de ambos os lados perecem. O conflito se interrompe quando Ársaces foi pressionado por tropas do imperador Valente (r. 364–375) e do xá Sapor II (r. 309–379). Moisés de Corene afirma, sem indicar as razões, que Narses teve rixa com seu sobrinho Esfendadates I. Foi morto no massacre de sua família conduzido por Ársaces.